# Parafia Matki Bożej Królowej Polski w Nisku
Parafia Matki Bożej Królowej Polski w Nisku-Malce – parafia rzymskokatolicka znajdująca się w diecezji sandomierskiej w dekanacie Nisko. Została utworzona 28 kwietnia 1968 z terenu parafii św. Józefa w Nisku.

## Historia
Parafia powstała na terenie wsi Malce. Należała ona do parafii w Racławicach, a od 1896 roku do parafii w Nisku. W 1837 roku wybudowano na terenie wsi drewnianą kapliczkę w której umieszczono obraz Matki Bożej Śnieżnej. W 1910 roku hrabina Maria i Oliwier Resegier ufundowali nową murowaną, która została poświęcona w 1911 roku. Mszę świętą odprawiano tu tylko podczas odpustu. W 1967 roku ks. Michał Rajchel zostaje mianowany stałym duszpasterzem i odprawia msze w niedziele i święta. 28 kwietnia 1968 roku decyzją ks. bpa Ignacego Tokarczuka z parafii św. Józefa w Nisku wydzielono nową parafię w Nisku-Malcach, a jej pierwszym proboszczem został mianowany ks. Marian Rajchel. 27 grudnia 1973 roku nowym proboszczem zostaje ks. Władysław Kenar, który zabiega o uzyskanie pozwolenie na budowę kościoła. Uzyskuje je w 1977 roku, a 18 czerwca 1977 roku kamień węgielny został poświęcony przez ks. bp Ignacego Tokarczuka. Nowy kościół powstał według projektu Romana Orlewskiego.
18 czerwca 1978 roku biskup Ignacy Tokarczuk poświęcił kościół, a 10 czerwca 1983 roku go konsekrował.

## Proboszczowie
- ks. Marian Rajchel (1968–1973)[2]
- ks. Władysław Kenar (1973–1984)[1]
- ks. Józef Matuła (1984–2002)[3]
- ks. kan. mgr Bogdan Tadeusz Łubik (od 2002–)[3]

## Terytorium parafii
Do parafii należą mieszkańcy ulic Niska: Andersa; Armii Krajowej; Broniewskiego; Czerwonych Maków; Dobra; Górka (1 rodzina); Gutki; Jezioro; Końcowa; Krzywa; Legionów; Matejki; Mostowa; Ogrodowa; Piękna; Podwale; Potok; Pszenna; Raginisa; Sadowa; Sandomierska (od numeru 88); Sanowa; Skłodowskiej MC; Sopocka; Tęczowa; Węgrzynowskiego; Zasanie.